# Торада

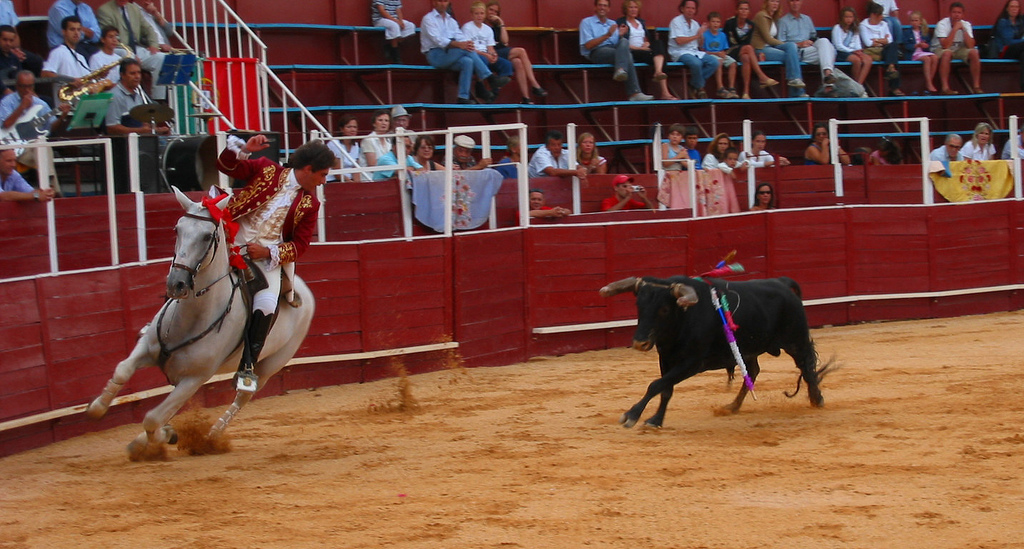
кавалейру

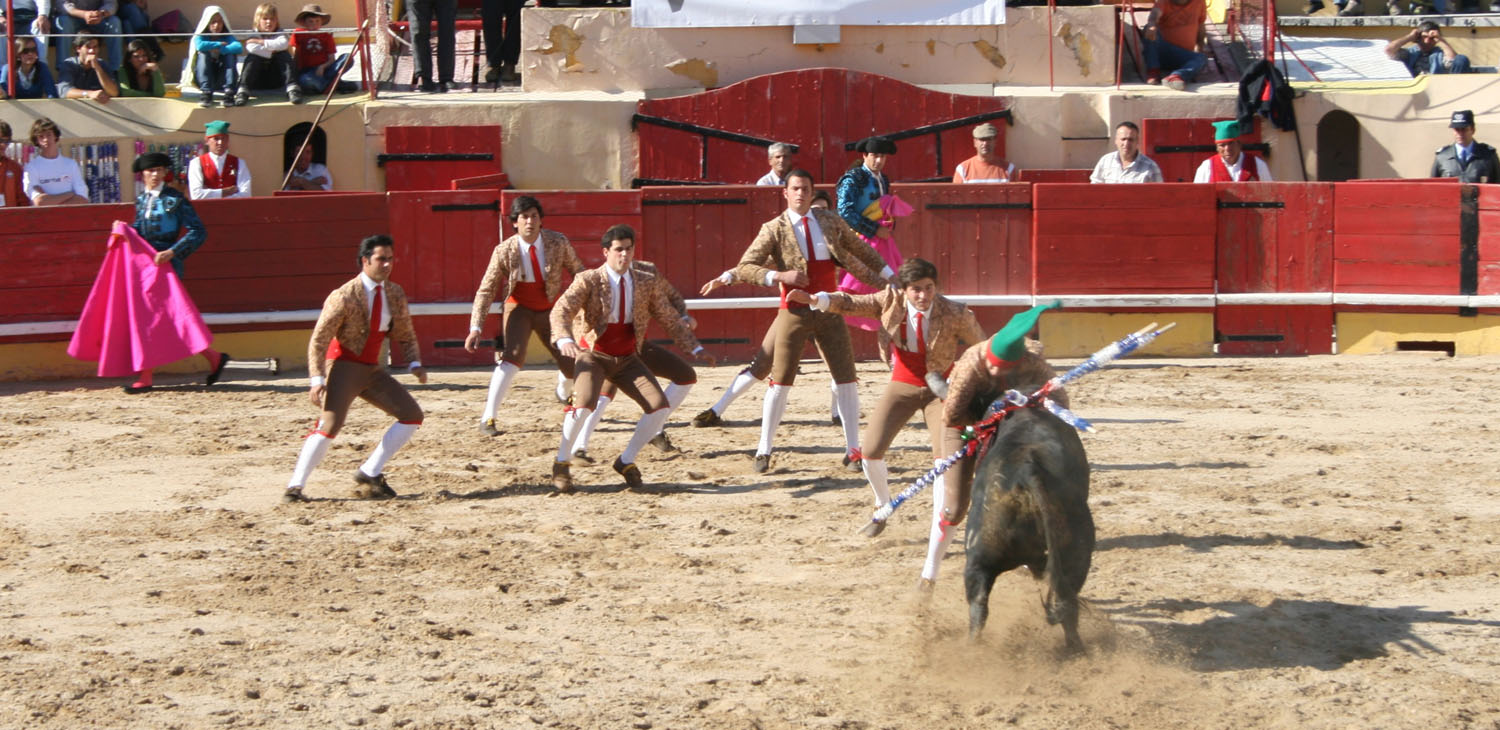
Команда фуркаду

Торада (порт. tourada) — португальская вариация боя с быком, отличающаяся от испанской. В 1836 году королева Мария II запретила тораду, но через 9 месяцев запрет был снят с условием, что во время подобных представлений не будут убивать быка. Хотя коррида испанского типа с убийством животного может проводиться в приграничных областях Португалии — в посёлке Барранкуш во время ежегодного праздника «Фешташ да Барранкуш» и, с рядом ограничений, в посёлке Монсараш. В тораде часто участвуют и пешие матадоры (которых называют фуркаду и которые проводят с быком те же действия, что и в Испании, за исключением его убийства), также классический португальский бой быков включает в себя конную часть (главный участник — всадник-кавалейру — cavaleiro) и часть, в которой восемь невооружённых фуркаду усмиряют и уводят быка. Команда фуркаду, одетых в светлые костюмы, пытается поймать быка за рога во время его атак и полностью вымотать его. Они выступают отдельно, после того как кавалейру окончит своё выступление. Раньше, когда на арене для боя быков существовала лестница, ведущая с арены прямо в Королевскую Ложу, фуркаду нанимались для того, чтоб бык не забрался на эту лестницу. При этом они пользовались шестом длиной примерно 1.7 метра с наконечником в виде полумесяца. Этот шест назывался «forcado» (значение близко к слову «вилы»). Оттуда и происходит название «фуркаду». В наше время эти шесты используются только во время парадов перед боем быков (cortesias — «куртезиаш» — португальское название шествия участников боя быков) или в исторических представлениях. После того, как фуркаду завершают своё выступление, бык выводится с арены живым, но потом обычно убивается в загонах арены.